# Das Wundertheater

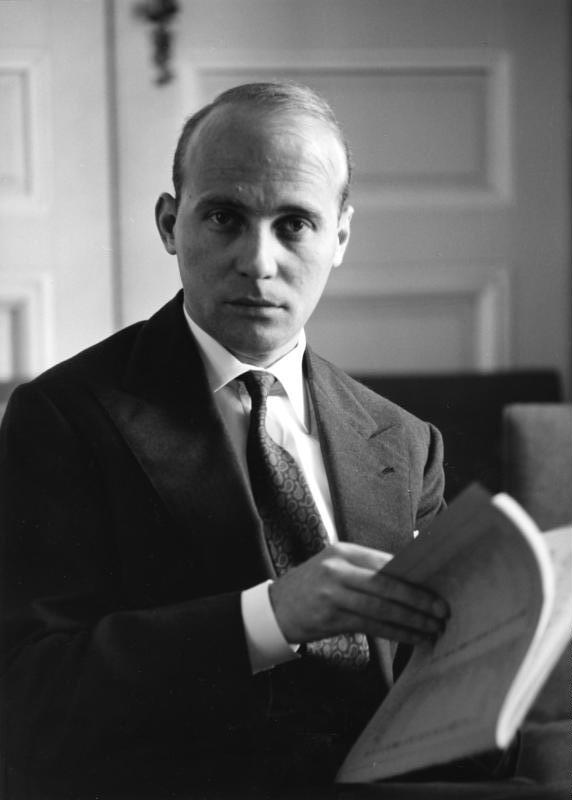
Hans Werner Henze

Das Wundertheater (Den magiska teatern) är en opera i en akt med musik av Hans Werner Henze. Librettot är skriven av Henze efter Miguel Cervantes roman El retablo de las maravillas (1605).

## Historia
Cervantes använde sig av den traditionella romanformen för att driva med ett Spanien i kris. På samma sätt gjorde Henze för att förlöjliga myten om rasrenhet och sätta fokus på den tunna linjen mellan sanning och lögn. Operan är komponerad i en satirisk kabaréstil med en orkester bestående av träblåsinstrument, stråkar, slagverk, harpa och cembalo. Det var Henzes första opera och han valde att inte ha sångare utan i stället fyra skådespelare på scenen. Premiären skedde den 7 maj 1949 på Stadttheater i Heidelberg. 15 år senare arbetade Henze om verket till en riktig opera för elva sångare. Denna version hade premiär den 30 november 1965 i Frankfurt am Main. 

## Personer
- Teresa, dotter till Benito Repollo (Sopran)
- Juana Castrada, dotter till Juán Castrado (Mezzosopran)
- Chirinos, Chanfallas följeslagerska (Alt)
- Chanfalla, ledare för den magiska teatern (Tenor)
- Der Knirps, en musiker (Tenor)
- Pedro Capacho, skrivare (Tenor)
- Benito Repollo, Alkald (Baryton)
- Juán Castrado, tjänsteman (Baryton)
- Guvernören (Bas)
- Repollo (Dansare)
- En militär (Talroll)
- En man i Talar (stum roll)
- Förlovningsgäster (Kör)

## Handling
En teatergrupp kommer till en spansk by. Invånarna är pompösa, självgoda och fullt upptagna med att hylla landets goda seder. Chanfalla, ledaren för teatern, iscensätter ett teaterstycke som i själva verket är osynligt. Förblindade av sin rasrenhet och rädslan för det okända luras invånarna att tro att de verkligen ser den osynliga pjäsen. Endast en militär ser vad som sker men han motas bort och misshandlas.